# Alois Geiger

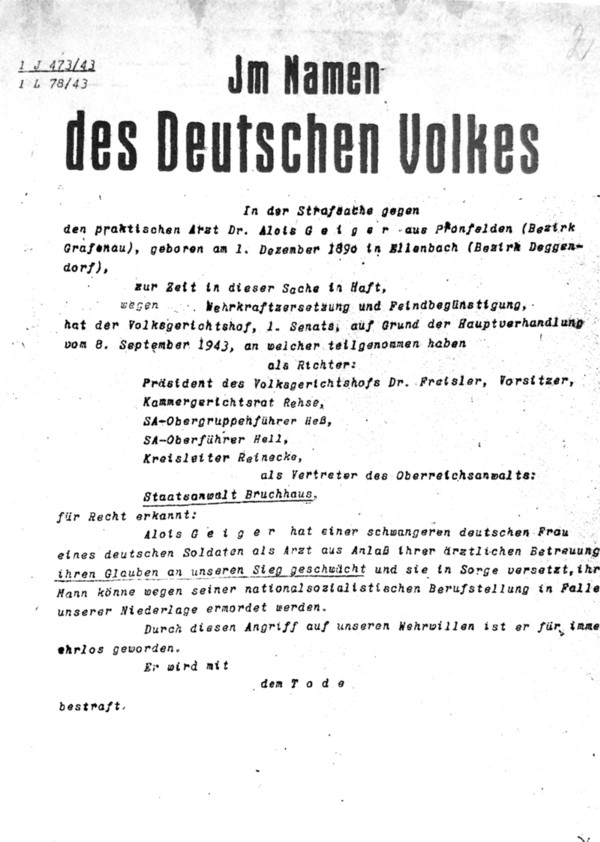
Todesurteil wegen Wehrkraftzersetzung und Feindbegünstigung von Roland Freisler, Hans-Joachim Rehse, Arthur Heß, Hell, Reinecke, Karl Bruchhaus vom 8. September 1943 gegen Alois Geiger

Alois Geiger (* 1. Dezember 1890 in Ellenbach in Hengersberg, Bezirk Deggendorf; † 1. November 1943 in Brandenburg an der Havel) war ein deutsches NS-Opfer. Geiger war Arzt und Leiter der Sanitätskolonne von Spiegelau im Bayerischen Wald.

## Leben
Geiger studierte in München Medizin und unterbrach dieses Studium, um am 2. Januar 1915 dem 7. Kgl. Bay. Chevauleger-Regiment beizutreten. In den Folgejahren war er als Sanitätsunteroffizier und schließlich Feldarzt u. a. an den Reserve-Lazaretten Neumarkt i.d.OPf. und Nürnberg IV tätig. Im September 1918 geriet er in französische Kriegsgefangenschaft, aus der er 1920 wieder entlassen wurde. Nach seiner Rückkehr schloss er sein Medizinstudium ab und eröffnete 1925 eine Landarztpraxis in Mainfranken. 1932 zog er nach Pronfelden bei Spiegelau, Ende 1935/Anfang 1936 trat er in die NSDAP ein (Mitgliedsnr. 6920790).
Während des Zweiten Weltkriegs wurden viele Familien, vor allem aus den großen Städten Norddeutschlands, in die bayerische Provinz evakuiert. So kam durch die erweiterte Kinderlandverschickung, die  „Mutter-und-Kind-Verschickung“, auch Else Nilli, eine hochschwangere Frau, die in Hamburg ausgebombt war, mit ihren drei kleinen Kindern nach Spiegelau, wo sie bei einer Familie zwangseinquartiert wurde. Sie war die Gattin des HJ-Oberbannführers Friedrich/Fritz Nilli, der zu dieser Zeit als Soldat an der Front stand. Nach späterer Aussage der Frau soll Geiger während zweier Untersuchungen im Juli/August 1943 die Bemerkung gemacht haben, es sei sehr mutig von ihr, in dieser schweren Zeit noch ein Kind zu bekommen. Auf Nachfragen gab Geiger, der selbst Mitglied der NSDAP war, zu erkennen, dass er eine deutsche Niederlage für möglich hielt. Als Elsi Nilli widersprach, warf er ihr vor, sie sei noch zu sehr von der NS-Propaganda beeinflusst, und riet ihr, ihren Mann zum Verlassen der NSDAP zu bewegen, da er sonst nach dem verlorenen Krieg Gefahr laufe, als einer der Ersten beseitigt zu werden.
Geigers Bemerkungen erwähnte die Offiziersfrau in einem Schreiben an ihren Mann. Dieser berichtete davon seinen Vorgesetzten, was zur Verhaftung von Alois Geiger durch die Gestapo führte. Er wurde ins Zuchthaus Brandenburg verbracht, vor dem Volksgerichtshof unter Vorsitz von Roland Freisler angeklagt und wegen Wehrkraftzersetzung in der Sitzung vom 8. September 1943 wegen Volksverrats zum Tode verurteilt. Am Urteil waren Kammergerichtsrat Hans-Joachim Rehse, SA-Obergruppenführer Arthur Heß, SA-Oberführer Hell und Kreisleiter Heinrich Reinecke als Beisitzer beteiligt, Staatsanwalt Karl Bruchhaus, der an mindestens 33 Todesurteilen beteiligt war und erst 1961 pensioniert wurde, vertrat die Anklage. In der Urteilsbegründung heißt es: „Alois Geiger hat einer schwangeren deutschen Frau eines deutschen Soldaten als Arzt aus Anlass ihrer ärztlichen Betreuung ihren Glauben an unseren Sieg geschwächt und sie in Sorge versetzt, ihr Mann könne wegen seiner nationalsozialistischen Berufstellung im Falle unserer Niederlage ermordet werden. Durch diesen Angriff auf unseren Wehrwillen ist er für immer ehrlos geworden. Er wird mit dem Tode bestraft.“ Geiger wurde im Zuchthaus Brandenburg-Görden hingerichtet.
Nach dem Krieg ließ Geigers Witwe die sterblichen Überreste ihres Mannes nach Spiegelau überführen, wo sie am 14. August 1947 beigesetzt wurden.

## Ehrungen
Nach ihm wurden die „Alois-Geiger-Straße“ in Spiegelau sowie eine solche in Sankt Oswald-Riedlhütte benannt. Zudem gibt es einen „Dr.-Geiger-Weg“ im Passauer Stadtteil Haidenhof.